# C1orf38
C1orf38‏ (Thymocyte selection associated family member 2) هوَ بروتين يُشَفر بواسطة جين C1orf38 في الإنسان.